# Maria Pallini

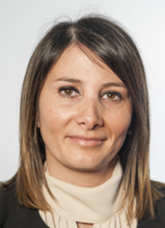
Maria Pallini em fotografia na Camera dei Deputati em 2018.

Maria Pallini é uma política italiana. Ela foi eleita deputada ao Parlamento da Itália nas eleições legislativas italianas de 2018 para a Legislatura XVIII.

## Carreira
Pallini nasceu em 25 de maio de 1984, em Avellino.
Ela foi eleita para o Parlamento Italiano nas eleições legislativas italianas de 2018, para representar o distrito de Campânia 2 pelo Movimento Cinco Estrelas.